# Batalha de Beda Fomm
A Batalha de Beda Fomm é mais conhecida por ser o lugar onde terminou a Operação Compasso durante a Segunda Guerra Mundial.

## Campanha
Beda Fomm é uma pequena cidade no litoral sudoeste da Cirenaica, Líbia, localizada entre Benghazi, a maior cidade portuária no norte do país e a cidade de El Agheila, a sudoeste. Tinha pouco valor logístico, mas acabou se tornando muito importante do ponto de vista estratégico, para o exército britânico.
No final de janeiro de 1941, os britânicos percebendo que os italianos, estavam abandonando a região da Cirenaica, forçando uma possível retirada ao longo da costa, ordenou que a mesma fosse bloqueada, evitando desta forma sua escapada pelo mar. O General Sir Richard O’Connor, comandante da Sétima Divisão Blindada, foi enviado para interceptar o Exército Italiano em retirada. Esta ação foi definido por uma força especial chamada Forças Combinadas.
As forças britânicas comandadas pelo General O’Connor cercam e aniquilam as últimas unidades blindadas do Marechal Graziani. Chegava ao final, assim, a extraordinária campanha que, três meses antes, os ingleses haviam iniciado na fronteira do Egito. A vitória de O’Connor é total e nada o impede de ocupar Trípoli e expulsar definitivamente os italianos da África do Norte.
Foi uma ação relativamente rápida com poucas baixas sofridas pelos britânicos. Custaria aos britânicos, cerca de 500 mortos, 55 desaparecidos e 1.373 feridos. O seu fantástico avanço de 800 Km em dois meses, a destruição de um exército de dez divisões e captura de mais de 130.000 soldados italianos, 180 tanques médios e mais de 200 leves, além de 845 canhões. Somente na Batalha final foram foram capturados cerca de 25.000 prisioneiros, 1.500 veículos, 216 peças de artilharia e 100 tanques.

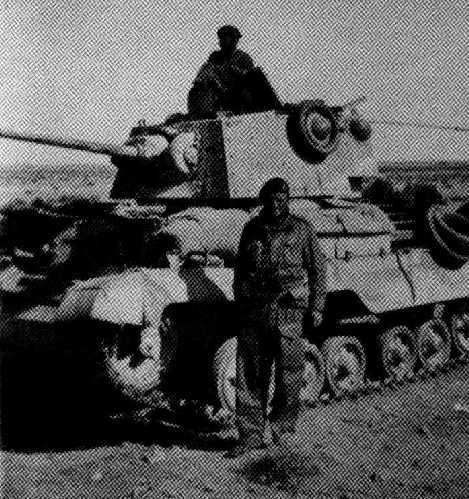
Tanque britânico "Cruiser", pouco antes da Batalha de Beda Fomm

Contudo, seus planos foram frustrados: em 12 de fevereiro, Churchill enviou um telegrama urgente ao General Wavell, Comandante-em-Chefe dos Exércitos Britânicos no Oriente Médio, ordenando a suspensão do avanço sobre Trípoli. O primeiro-ministro resolvera transferir para a Grécia o grosso das tropas que combatiam na Líbia, para enfrentar a iminência de uma invasão alemã. Esta decisão acarretará no futuro  duras consequências para os Britânicos. O desastre sofrido pelos italianos tem imediata repercussão em Berlim. Hitler resolve então enviar, sem demora, um corpo expedicionário à África, integrado por uma Divisão Mecanizada e uma Divisão Panzer, para conter o avanço britânico. Em 6 de fevereiro, Hitler manda chamar o General Erwin Rommel, de destacada atuação na campanha da França, à frente de uma divisão Panzer, e confia-lhe o comando das forças. Estava começando uma das mais duras campanhas da Segunda Guerra Mundial e que seriam travada em entre dois generais de escolas totalmente diferentes. De lado britânico o General Bernard Montgomery e do outro o Marechal de-Campo Erwin Rommel.